# NGC 3346
NGC 3346 este o emission-line galaxy⁠(d) situată în constelația Leul. A fost descoperită în 1784 de către William Herschel. Se află la o distanță de 21,3 de megaparseci de Pământ.